# آر. إس. هاميلتون
آر. إس. هاميلتون (بالإنجليزية: R. S. Hamilton)‏ هو سياسي أمريكي، ولد في 6 ديسمبر 1879 في شرق فلسطين في الولايات المتحدة، وتوفي في 30 مايو 1960 في بيند في الولايات المتحدة. حزبياً، نشط في الحزب الجمهوري. وقد انتخب عضو مجلس نواب أوريغون.